# Espeluy
Espeluy település Spanyolországban, Jaén tartományban. Espeluy Bailén, Jabalquinto, Mengíbar, Cazalilla és Villanueva de la Reina községekkel határos. Lakosainak száma 591 fő (2024).

## Népesség
A település népessége az elmúlt években az alábbi módon változott:
| Lakosok száma | 770  | 779  | 762  | 758  | 735  | 707  | 666  | 619  | 606  | 591  |
|               | 2001 | 2004 | 2007 | 2009 | 2012 | 2014 | 2017 | 2019 | 2022 | 2024 |